# Love Love (Take That)
Love Love è un singolo della boy band britannica Take That, pubblicato nel Regno Unito come download digitale l'11 maggio 2011, primo estratto dall'edizione speciale di Progress, intitolata Progressed.
Il brano fa anche parte della colonna sonora del film X-Men - L'inizio.

## Descrizione
La canzone è interpretata in duetto da Gary Barlow e Mark Owen.

## Tracce
Singolo CD
1. Love Love – 3:42